# Ljustjärnen (Mora socken, Dalarna, 675943-140489)
Ljustjärnen är en sjö i Mora kommun i Dalarna och ingår i Dalälvens huvudavrinningsområde.